# Дудиева, Фатима Алановна
Фатима Алановна Дудиева — российская женщина-боксёр. Является кандидатом в мастера спорта по боксу, двухкратной чемпионкой России по ММА, обладательницей синего пояса по бразильскому джиу-джитсу, призеркой России по грэпплингу и чемпионкой России по панкратиону. Чемпионка мира по боксу по версиям WBF, WIBF и GBU.

## Биография
Жила в селе Заманкул до 8 лет, позже переехала с родителями в город Беслан.
Мама отдала на танцы в Колледж искусств. Фатима думала, что учится актёрскому мастерству, но позже разочаровалась, узнав, что всё это время она занималась у хореографа. Позже отец, по просьбе дочери, забрал документы и она перевелась в обычную школу.
Их школьный инспектор параллельно работал тренером по рукопашному бою и именно он предложил Фатиме прийти к нему на тренировки. По её воспоминаниям, с того дня она «влюбилась в этот спорт». Ей приходилось сбегать из дома, поскольку мать не разрешала заниматься единоборствами.
Матч ТВ проводит аналогии между историей боксёрши и фильмом «Малышка на миллион».

## Карьера
Дебютировала в боксе и победила 9 июня 2018 года в бою со спортсменкой из Новосибирска Софией Абраамян. Поединок состоялся в Краснодаре в рамках турнира «Путь чемпиона».
14 сентября 2019 года встретилась с грузинкой Нино Гиниашвили в Германии в бою за титул чемпионки мира по версиям WBF, WIBF и GBU и победила свою соперницу техническим нокаутом. Изначально предполагалось, что против Фатимы выйдет испанка Мари Кармэн Ромеро. Однако позже она отказалась драться из-за «каких-то неполадок в организационных моментах».
В боксе Фатима провела семь боев, все которые закончились в её пользу. В MMA провела три боя, два которых закончились её победой, а один закончился ничьей. Заняла 11-е место в рейтинге сильнейших боксёров мира в наилегчайшей весовой категории по версии WBA по состоянию на 31 июля 2020 года.

## Результаты боёв
MMA
| Бой | Дата                 | Соперник            | Турнир                          | Раундов | Время | Результат | Способ             |
| --- | -------------------- | ------------------- | ------------------------------- | ------- | ----- | --------- | ------------------ |
| 3   | 31 марта 2018 года   | Атыргуль Омурзакова | The Old Guard Divizion 3        | 1       | 2:02  | Победа    | Технический нокаут |
| 2   | 10 февраля 2018 года | Валерия Карыгина    | SLMMA 13 Vartanov vs. Prismakov | 2       | 5:00  | Ничья     | Решение            |
| 1   | 27 марта 2017 года   | Азия Клютова        | Mad Bear Live Mad Bear Night    | 2       | 3:27  | Победа    | Технический нокаут |

Бокс
| Бой | Дата                  | Соперник          | Место боя                         | Результат | Способ             |
| --- | --------------------- | ----------------- | --------------------------------- | --------- | ------------------ |
| 7   | 22 августа 2020 года  | Инна Статкевич    | Пирамида, Казань                  | Победа    | Решение            |
| 6   | 14 ноября 2019 года   | Дорота Норек      | Отель Азимут, Санкт-Петербург     | Победа    | Решение            |
| 5   | 14 сентября 2019 года | Нино Гиниашвили   | Grosssporthalle, Швебиш-Гмюнд     | Победа    | Технический нокаут |
| 4   | 16 июня 2019 года     | Тамара Мелконян   | «Арена Уралец», Екатеринбург      | Победа    | Технический нокаут |
| 3   | 23 марта 2019 года    | Яна Андреева      | Дворец спорта «Надежда», Серпухов | Победа    | Решение            |
| 2   | 22 июля 2018 года     | Тамар Мтивлишвили | Центральная площадь, Серпухов     | Победа    | Технический нокаут |
| 1   | 9 июня 2018 года      | София Абрамян     | Олимп, Краснодар                  | Победа    | Решение            |